# Marshallowskie okręgi przemysłowe
Okręgi przemysłowe Marshalla – formy prowadzenia działalności gospodarczej, bazujące na efektach zewnętrznych zaobserwowane przez Alfreda Marshalla.
Prowadząc badania regionów przemysłowych Wielkiej Brytanii Marshall zaobserwował występowanie w nich znacznych skupisk firm pojedynczych branż (nazywane przez niego dystryktami przemysłowymi lub lokalnymi systemami produkcyjnymi). Były to, przykładowo: Manchester (włókiennictwo), Birmingham (przemysł metalowy), Sheffield (produkcja noży). 
Marshall zwrócił uwagę na korzyści zewnętrzne, które pojawiające się na skutek koncentracji:
- Zachodzi nakładanie się czynników społecznych i produkcyjnych. Decyzje podejmowane przez lokalne społeczności uwzględniają obecność przemysłu. Istnieje także zależność w drugą stronę – czynniki ekonomiczne modelowane są poprzez czynniki społeczne.
- System produkcyjny charakteryzuje się szerokim podziałem pracy pomiędzy firmami zaangażowanymi w komplementarne czynności oraz zaawansowaną specjalizacją.

Według teorii Marshalla możliwość czerpania korzyści z takiej gospodarki wynika z przestrzennego istnienia wielu firm obok siebie – jest to główna przyczyna, która zachęca nowe podmioty do lokowania swojej działalności w tym miejscu. 
Firmy świadome są pozytywnych efektów zewnętrznych, które występują w dystryktach. Marshall podzielił te efekty na trzy grupy:
- Pierwszą stanowią efekty powstałe dzięki specjalizacji, która jest skutkiem podziału pracy. Pozwalają one na osiągnięcie wysokich kompetencji w ramach jednej z faz procesu wytwarzania produktu oraz umożliwiają zaistnienie pozytywnych efektów skali.
- Drugą są efekty powstałe z wytworzenia wspólnej infrastruktury, informacji, komunikacji oraz badań, z których mogą korzystać pojedyncze firmy.
- Trzecią są efekty wynikające z dostępności wykwalifikowanej siły roboczej.

Siła robocza jest bardziej przywiązana do okręgu geograficznego niż do konkretnej firmy, wykazuje dużą mobilność pomiędzy przedsiębiorstwami, która sprzyja szerzeniu się umiejętności.
Marshall podkreśla znaczenie tak zwanej atmosfery przemysłowej i wzajemnego przenikania się czynników społecznych i ekonomicznych. 
Atmosfera przemysłowa powstaje jako pochodna koegzystencji na tym samym obszarze przemysłu oraz wyrosłego wokół niego społeczeństwa. W marshallowskich dystryktach przemysłowych koncentracja firm w danym regionie geograficznym wpływa na wzrost skupisk ludności w obszarze przemysłowym.